# 기타34조역
기타34조역(일본어: 北34条駅, きたさんじゅうよじょうえき)은 일본 홋카이도 삿포로시 기타구에 위치한 삿포로 시영 지하철의 역이다.
일본의 철도역에서는 아라비아 숫자가 들어간 역명 중 가장 큰 숫자를 쓰고 있다.2위는 니시28초메역,3위는 다음 역인 기타24조역과 니주욘켄역,4위는 니시18초메역과 기타18조역,난고18초메역,5위는 기타13조히가시역,난고13초메역,6위는 기타12조역,7위는 니시11초메역,꼴지는 난고7초메역이다.

## 역 구조
지하 1층에 개찰구가 있고 지하 2층에 2면 2선의 상대식 승강장이 있다. 승강장 및 개찰구는 삿손 자동차도의 남쪽이지만 지하 통로는 북쪽까지 이어져 있다. 개찰구는 행선지에 의하여 엘리베이터가 방향별로 각각 설치되어 있다. 출입구는 5곳 있으며, 엘리베이터는 3번 출입구 옆에 설치되어 있다. 4,5번 출입구와 대합실은 매우 긴 방범상의 이유로 22시 30분에 폐쇄된다. 또한, 이 대합실에는 삿포로 시 교통국에 관련된 차량이나 버스 사진 패널이 전시되어 있다. 역 빌딩 안에는 음식점, 슈퍼 마켓, 편의점이 들어서
있다.

### 타는 곳
| 1 | 난보쿠 선 | 삿포로・오도리・마코마나이 방면 |
| 2 | 난보쿠 선 | 아사부 방면                     |

## 이용 현황
삿포로 시 교통국의 조사에 따르면 2015년도 1일 평균 승차 인원은 7,127명이다.
최근 1일 평균 승차 인원의 추이는 다음과 같다.
| 연도 | 1일 평균 승차 인원 |
| ---- | ------------------ |
| 2008 | 6,961              |
| 2009 | 6,715              |
| 2010 | 6,768              |
| 2011 | 6,873              |
| 2012 | 6,976              |
| 2013 | 7,040              |
| 2014 | 7,075              |
| 2015 | 7,127              |

## 역 주변
역 북쪽으로는 지하철 노선과 직교하는 형태로 삿포로 신도인 국도 제5호선과 고가의 삿손 자동차도가 달린다. 역의 동서로는 각각 수백미터씩 떨어져 있고, 삿포로키타 IC의 두 출입구가 있다. 주변 중 저층 주택에 상점과 업무 빌딩이 섞여 있는 시가지이다.
- 국도 제5호선・국도 제274호선
- 삿손 자동차도 삿포로키타 나들목
- 기타 경찰서 기타30조 파출소
- 삿포로 기타34조 우체국
- 삿포로 시립 와코 초등학교
- 삿포로 시립 기타 초등학교
- 삿포로 시립 호쿠요 초등학교
- 삿포로 시립 호쿠요 중학교
- 삿포로 시립 호쿠에 중학교
- 삿포로소세이 고등학교
- 삿포로 기타 세무서
- 삿포로 법무국 기타 출장소
- 아사부 자동차 학교
- 홋카이도 중앙버스 "기타32니시5" 정류장 (니시 5초메 대로변)
- 홋카이도 중앙버스 "기타33히가시1" 정류장 (소세이가와 대로변)

## 역사
- 1978년 3월 16일: 기타24조 ~ 아사부 역간 연장 개통에 따라 영업 개시.
- 2012년 7월 27일: 스크린도어 사용 개시[1].

## 사진

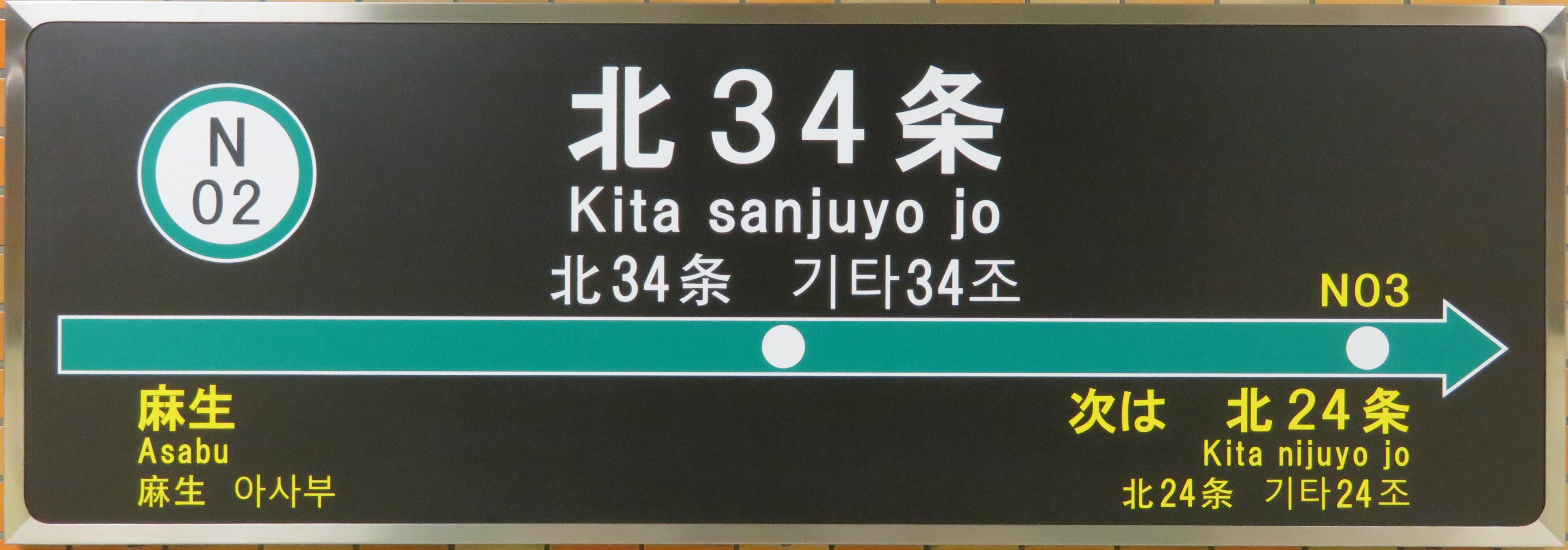
역명판

## 인접역
| 삿포로 시 교통국 지하철 난보쿠 선 | 삿포로 시 교통국 지하철 난보쿠 선 | 삿포로 시 교통국 지하철 난보쿠 선 |
| --------------------------------- | --------------------------------- | --------------------------------- |
| N01 아사부 아사부 방면            | ● 난보쿠 선                       | N03 기타24조 마코마나이 방면      |